# Krążowniki lekkie typu Brooklyn
Krążowniki lekkie typu Brooklyn – typ krążowników lekkich amerykańskiej marynarki podczas II wojny światowej. Siedem okrętów tego typu weszło do służby w latach 1937–1938, wycofane z US Navy w latach 1946–1947.
W 1951 pięć okrętów tego typu przekazano krajom w Ameryce Południowej. USS „Phoenix” został przekazany Argentynie, gdzie służył pod nazwą „General Belgrano”. Okręt ten został zatopiony 2 maja 1982 podczas wojny o Falklandy. USS „Boise” również został przekazany Argentynie, gdzie służył pod nazwą „Nueve de Julio” do 1978. USS „Nashville” został przekazany Chile, gdzie służył do 1983 pod nazwą „Capitan Prat”. USS „Brooklyn” został również przekazany Chile, gdzie służył do 1991. USS „Philadelphia” został przekazany Brazylii w 1951, gdzie służył do 1973.

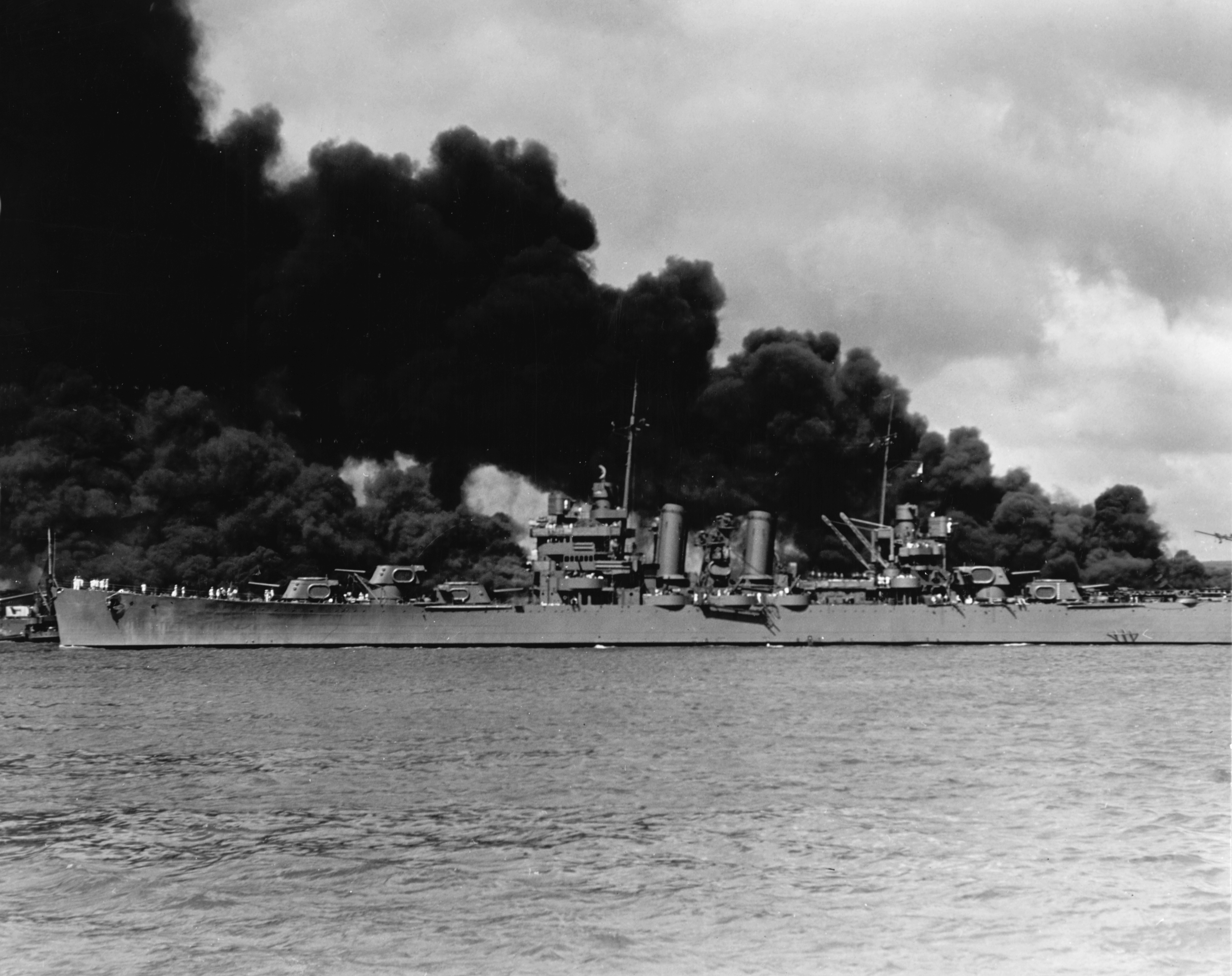
USS „Phoenix” podczas japońskiego ataku na Pearl Harbor